# Ариф, Гусейн
Гусейн Ариф (азерб. Hüseyn Arif, настоящее имя — Гусейн Джамал оглы Гусейнзаде; 1924, Казахский уезд — 14 сентября 1992, Баку) — советский азербайджанский поэт, народный поэт Азербайджанской ССР (1989), лауреат Государственной премии Азербайджанской ССР (1978). Член Союза писателей СССР и Азербайджана.

## Биография
Родился в 1924 году в семье крестьянина в селе Ени-гюн Казахского уезда Азербайджанской ССР.
По окончании школы продолжил свое обучение в Русском педагогическом училище имени Сабира (ныне Азербайджанский государственный педагогический колледж), после чего начал свою трудовую деятельность школьным учителем (1940—1942).
В 1942 году призван на фронт Великой Отечественной войны, где принимал участие в боях за освобождение Украины, Польши, Чехословакии и Германии.
После демобилизации в 1946 году уехал в Баку, поступил на востоковедческий факультет Азербайджанского государственного университета, который окончил в 1951 году. В 1951—1952 годах обучался в аспирантуре Институте мировой литературы имени Горького Академии наук СССР. В 1957—1959 годах — заведующий отделом Азербайджанского общество дружбы и культурных связей с зарубежными странами, в 1965—1967 годах — старший редактор редакции художественной литературы «Азернешра», в 1967—1968 годах — заведующий редакцией художественной литературы типографии «Гянджлик», в 1982—1992 годах — председатель Союза ашугов Азербайджана, в 1991 году избран членом Совета аксакалов Азербайджана.

## Творчество
С детских лет Гусейн Ариф был слушателем меджлисов ряда ашугов, что позже повлияет на творчество поэта. Сам поэт считал своим учителем Ашуга Мирзу, а в его произведениях видел истоки своего творчества.
Творческую деятельность начал в годы Великой Отечественной войны в качестве лирического поэта, однако даже самый ранний период творчество Гусейна Арифа отличается своеобразием и свежестью. В 1946 году в газете «Адабият ве инджесенет» впервые опубликовано стихотворение Арифа под названием «Комсомольский билет». Творчество Гусейна Арифа близко к народному духу, и настолько проникнуто народной сущностью, что не зная азербайджанского устного народного творчества, невозможно полностью понять смысл произведений поэта. Произведения Гусейна Арифа изобилует переосмыслением народной мудрости, народными легендами. Сам Ариф называл ядром своего творчества предания, баяты и ашугские песни. Распространена в творчестве поэта и тема любви — многие из них сохраняют свежесть и своеобразие, а некоторые еще имеют юмористическое и сатирическое начало.

Мемориальная доска в городе Баку

На либретто «Азад» в Азербайджанском государственном театре оперы и балета имени М. Ф. Ахундова поставлен спектакль, а на поэму «В дороге» в Театре юного зрителя поставлена пьеса.
В произведениях поэта сильно и трагическое начало, связанное с кончиной сын поэта Арифа, в память о котором Гусейн Гусейнзаде взял себе такой псевдоним, но несмотря на это во многих произведениях поэта преобладают оптимистические мотивы.
Занимался переводами произведений зарубежных поэтов, среди многих выделяются переводы произведений Лермонтова и Гурамишвили.

## Научная деятельность
С конца 1960-х годов занимался изучением творчества азербайджанских ашугов. Заметным вкладом в азербайджанское литературоведение стало исследование творчества знаменитого азербайджанского ашуга Алы. Гусейна Ариф являлся автором цикла статей под названием «В поисках Ашуга Алы». Вместе с этим поэт обогащал азербайджанскую фольклористику сообщениями о творчестве таких ашугов, как Ашуг Сараджлы, Ашуг Мирза, Ашуг Агаяр, Ашуг Алескер.

## Награды
- премия «Золотой серп» Союза писателей Азербайджана и колхоза имени Азизбекова Шамхорского района — за поэму Горное село (1971)
- Государственная премия Азербайджанской ССР — за написанные в 1976-1977 годах произведения (1978)
- орден Отечественной войны II степени (11.03.1985)
- орден Дружбы народов (22.08.1986)
- орден «Знак Почёта» (09.06.1959)
- народный поэт Азербайджанской ССР (1989)